# Kolódiazne (Krasnogvardiske)
|  | Per a altres significats, vegeu «Kolódiazne». |

Kolódiazne (en (ucraïnès): Колодязне, en rus: Колодезное, Kolódeznoie) és un poble de la República Autònoma de Crimea a Ucraïna, que el 2014 tenia 997 habitants. Pertany al districte de Krasnogvardiske.